# Frescobaldi (logiciel)
Pour les articles homonymes, voir Frescobaldi.
 (septembre 2012).
Si vous disposez d'ouvrages ou d'articles de référence ou si vous connaissez des sites web de qualité traitant du thème abordé ici, merci de compléter l'article en donnant les références utiles à sa vérifiabilité et en les liant à la section « Notes et références ».
Frescobaldi est un logiciel de création de partitions musicales pour LilyPond. Frescobaldi est un logiciel libre, disponible gratuitement sous licence GNU GPL. Il est conçu pour fonctionner sur tous les principaux systèmes d'exploitation (GNU/Linux, Mac OS X et MS Windows). Il est nommé d'après Girolamo Frescobaldi (1583-1643), un compositeur italien de la fin de la Renaissance et du début du Baroque.

## Présentation
Frescobaldi est destiné à rendre plus facile l'édition des partitions musicales du format LilyPond. Les partitions de LilyPond étant écrites en texte brut, Frescobaldi propose un éditeur de texte avec coloration syntaxique, indentation, complétion automatique et analyse syntaxique pour le format LilyPond. L'aperçu PDF intégré montre la représentation visuelle de la partition à côté de son code source et fournit la fonctionnalité « point and click » pour naviguer à une note ou une section particulière en la cliquant dans l'aperçu. Frescobaldi fournit aussi la lecture d'un fichier MIDI créé à partir de la partition pour prévisualiser la composition. Frescobaldi s'intègre à LilyPond avec la capacité d'en gérer plusieurs versions et de sélectionner automatiquement la version la plus convenable.

### Fonctionnalités
Selon le site web du projet, les fonctionnalités de Frescobaldi comprennent : un éditeur de texte avec coloration syntaxique, indentation et complétion automatique ; un support du point & click ; un assistant graphique de créations de partitions ; un analyseur syntaxique pour la mise en valeur des erreurs ; enfin, le logiciel permet la lecture du fichier midi créé, ainsi qu'un aperçu PDF. 
Le logiciel gère les snippets, les différentes versions de Lilypond (dont le lancement est pratique, de même que pour ses outils apparentés), ainsi que les gros projets (multi-fichiers).
Il permet enfin la césure des mots automatique pour les paroles à partir de différents dictionnaires LibreOffice.